# Tabernanthina
Tabernanthina es un alcaloide que se encuentra en Tabernanthe iboga.
Se ha utilizado en experimentos de laboratorio para estudiar cómo la adicción afecta al cerebro.
Tabernanthina redujo persistentemente la autoadministración de cocaína y  morfina en ratas.